# Verehrt und Angespien
Verehrt und Angespien (рус. Почитаемый и оплёванный) — второй студийный альбом немецкой фолк-метал группы In Extremo.

## История создания
Как и Weckt die Toten!, альбом записывался на студии Vielklang. На этот раз группа хотела побольше поработать над песнями, сочинив больше собственных текстов и меньше опираясь на народный песенный фонд, но этому помешало одно происшествие — Михаэль Райн, вокалист группы, из-за несчастного случая с пиротехникой обгорел на одном из концертов, вследствие чего вынужден был долгое время провести в больнице. Фирма требовала выпуска альбома, потому с работой над ним также пришлось поспешить. Несмотря на это, он получился достаточно качественным, превосходящим предыдущий. Появились новые инструменты, использовалось большое количество традиционных текстов, и даже несколько собственного сочинения.
В то же время отношения с фирмой Vielklang и продюсерами Эккехардом Штраусом и Томасом Хайманом-Трозье были все хуже и хуже. Штраус был все более требовательным и придирчивым, все больше давил на музыкантов, в особенности на Томаса (гитара) и Райнера (ударные). Сказывалось и своевольное отношение к выплатам — фирма платила музыкантам гораздо меньше причитающегося по контракту. Все это привело к тому, что Verehrt und Angespien стал последним альбомом In Extremo под крылом Vielklang.
Во время тура в поддержку альбома In Extremo выступили во многих городах Германии и на некоторых фестивалях, включая Wacken Open Air. Также тур затронул Голландию, Данию и Чехию.
Все песни с альбома исполнялись вживую. Песни «Herr Mannelig» и «Spielmannsfluch» стали неотъемлемой частью большинства концертов группы.

## Композиции
| №   | Название                           | Длительность |
| --- | ---------------------------------- | ------------ |
| 1.  | «Merseburger Zaubersprüche»        | 4:27         |
| 2.  | «Ich kenne alles»                  | 3:04         |
| 3.  | «Herr Mannelig»                    | 4:55         |
| 4.  | «Pavane»                           | 5:00         |
| 5.  | «Spielmannsfluch»                  | 3:40         |
| 6.  | «Weiberfell»                       | 4:27         |
| 7.  | «Miss Gordon of Gight»             | 2:00         |
| 8.  | «Werd ich am Galgen hochgezogen»   | 3:47         |
| 9.  | «This Corrosion»                   | 4:02         |
| 10. | «Santa Maria»                      | 4:27         |
| 11. | «Vänner och Frände»                | 3:57         |
| 12. | «In Extremo»                       | 4:20         |
| 13. | «Herr Mannelig (Acoustic Version)» | 3:08         |

- «Merseburger Zaubersprüche» — заклинание на древневерхненемецком языке, датируемое X веком. Самый ранний известный пример германской языческой веры. Является своеобразным ранним гимном группы.
- «Ich kenne alles» — вольный перевод баллады Франсуа Вийона.
- «Herr Mannelig» — старошведская баллада, написанная около XIII века. Перепета огромным количеством групп, первой из которых была Garmarna. У неё In Extremo и взяли эту песню.
- «Pavane» — французский танец XVI века.
- «Spielmannsfluch» — одна из известнейших песен группы. Оригинал текста принадлежит немецкому поэту Людвигу Уланду.
- «Weiberfell» — поэма Франсуа Вийона.
- «Santa Maria» — возможно, текст относится к знаменитым Кантигам Девы Марии.
- «Vänner och Frände» — старошведская баллада.

## Дополнительные факты
- Это последний альбом, записанный в составе с Томасом Мюнцером. Гитарист покинул группу, а его место занял Себастиан Ланге (Van Lange).
- Альбом содержит два хита группы — «Spielmannsfluch» и «Herr Mannelig».
- Песня «This Corrosion» является кавером на группу Sisters of Mercy и записана под давлением сотрудников Vielklang. Позже на неё был снят клип.
- Акустическая версия «Herr Mannelig» присутствует в компьютерной игре Gothic. Там в Старом лагере её исполняют сами In Extremo.
- В песне «In Extremo» используется рифф из песни «Symptom of the Universe» группы Black Sabbath.

## Отзывы критиков
- Журналы Break Out, Orkus, Rock City News, Metal Hammer, Rock Hard и Zillo положительно высказались в сторону альбома. В общем и целом, критики встретили его довольно тепло.
- В Media Control Charts альбом занял 11 место.

## Состав записи
- Михаэль Райн — вокал, цистра
- Dr. Pymonte — волынка, шалмей, арфа
- Yellow Pfeiffer — волынка, шалмей, никельхарпа
- Flex der Biegsame — волынка, шалмей
- Thomas der Muenzer — гитара
- Die Lutter — бас-гитара
- Der Morgenstern — ударные